# История евреев в Австрии
История евреев в Австрии—история евреев в Австрии, началась с исхода евреев сократил еврейскую общину виз оккупированной римлянами Иудеи. Евреи поселились в Австрии в III веке нашей эры. В определённые периоды еврейская община процветала и пользовалась политическим равенством, а в другие периоды переживала погромы, депортации в концентрационные лагеря и массовые убийства, антисемитизм. Холокост сократил еврейскую общину в Австрии. На 2020 год еврейское население Австрии составляло 10 300 человек, но если принять во внимание трактовку понятия «еврей» по Закону о возвращении (наличие хотя бы одного еврейского дедушки и бабушки), то это число увеличится до 33 000 человек .

## Античность
Евреи жили в Австрии с III века нашей эры. В 2008 году группа археологов обнаружила, в могиле еврейского младенца в Хальбтурне, золотой амулет третьего века нашей эры, на котором были начертаны слова еврейской молитвы «Шма Исраэль», что и считается самым ранним сохранившимся свидетельством еврейского присутствия на территории  Австрии. Предполагается, что первые евреи иммигрировали в Австрию вслед за римскими легионами после Первой иудейско-римской войны.

## Средние века
Документ X века, устанавливавший равные права между еврейскими и христианскими купцами на Дунае, предполагает наличие еврейского населения в Вене. О существовании еврейской общины в этом районе достоверно известно в связи с существованием двух синагог XII века. В том же столетии еврейское поселение в Вене увеличилось за счет еврейских поселенцев из Баварии и Рейнской области.
В начале XIII века еврейская община процветала, что было связано с  декларацией императора Священной Римской империи Фридриха II о том, что евреи представляют собой отдельную этническую и религиозную группу и не связаны законами, направленными против христианского населения.
В июле 1244 года император опубликовал билль о правах евреев, который:
- запрещал евреям многие рабочие места, организацию предприятий и возможность получения образования
- давал права на торговлю, тем самым поощряя евреев работать в сфере кредитования
- поощрял иммиграцию евреев в этот район, обещая защиту и автономные права, такие как право судить себя и право собирать налоги.

Этот билль о правах затронул также другие королевства в Европе, такие как Венгрия, Польша, Литва, Силезия и Богемия, в которых проживали евреи.
В этот период еврейское население  заняло ключевые позиции во многих  сферах жизни Австрии.
В 1204 году была построена первая документально подтвержденная австрийская синагога. Группа семей во главе с известными раввинами поселилась в Вене — этих учёных людей позже стали называть «венскими мудрецами». Группа основала самую известную в Европе школу талмудизма (бейт-мидраш).
Замкнутость и процветание еврейской общины вызывали напряжённость в отношениях с  христианским населением и католической церковью. В 1282 году, когда территория Австрии перешла под контроль католического дома Габсбургов,  из-за крайне антисемитской атмосферы, роль иудаизма в Австрии понизилась до уровня религиозного центра еврейской научной деятельности. Некоторые еврейские предприятия занимались гражданским финансированием, частными беспроцентными кредитами и государственными бухгалтерскими работами, обеспечивая сбор налогов и кредитование землевладельцев-христиан. Еврейским чиновникам был поручен сбор неуплаченных налогов (документ 1320 года). В то же время произошли антиеврейские беспорядки.
В середине XIV веке еврейское население  сокращалось.
В начале XV-го века, во время правления Альберта III и Леопольда III, были аннулированы многие непогашенные евреям долги. Проводилась политика разорения еврейских кредиторов,  массовая официальная конфискация всего еврейского имущества, были введены и экономические ограничения в отношении всех евреев.

### Депортация из Австрии
В середине XV века, после создания в Богемии антикатолического движения Яна Гуса, положение евреев ухудшилось из-за необоснованных обвинений в связях с этим движением.
В 1420 году статус еврейской общины резко упал, когда еврей из Верхней Австрии был ложно обвинен в осквернении гостии. Это побудило Альберта V отдать приказ о заключении в тюрьму всех евреев Австрии. 210 еврейских мужчин, женщин и детей были насильно вывезены из домов и сожжены заживо на городской площади, а оставшиеся семьи были собраны и депортированы из Австрии, без своего имущества.
В 1469 году приказ о депортации был отменен Фридрихом III. Евреям,  в период между 1440 и 1493 годами, было позволено жить относительно свободно, за что Фридриха III даже иногда называли «королём евреев». Он позволил евреям вернуться и поселиться во всех городах Штирии и Каринтии .
В 1496 году Максимилиан I издал указ, изгонявший всех евреев из Штирии, а в 1509 году им же был издал «Императорский мандат на конфискацию», который предусматривал уничтожение всех еврейских книг, за исключением Библии .

## Подъём религиозного фанатизма

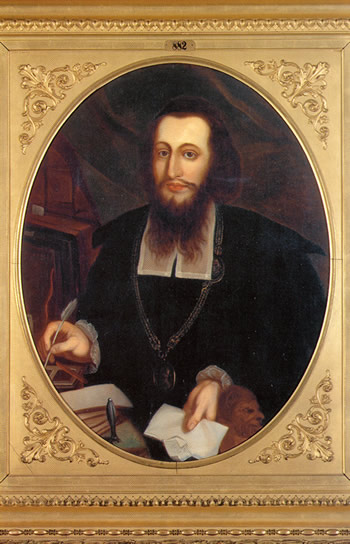
Самсон Вертхаймер

Фердинанд I ( правление началось в 1556 году), выступал против преследования евреев, но при этом взимал с них чрезмерные налоги и ввёл правило обязательного ношения евреями специального знака.
Между 1564 и 1619 годами, во времена правления Максимилиана II, Рудольфа II и Матьяша, при иезуитах, положение евреев ухудшилось.  Фердинанд II теоретически выступил против преследований евреев, как и его дед, и даже разрешил строительство синагоги, но одновременно еврейское население было обложено огромными налогами.
Во время правления Леопольда I евреев часто преследовали и депортировали из многих областей, включая Вену (в 1670 году), хотя через несколько лет они постепенно вернулись. Один из законов разрешал вступать в брак только первенцам евреев, чтобы остановить рост еврейского населения. Тем не менее экономическим советником Леопольда был еврей  Самсон Вертхаймер .
Саббатианство, возникшее в тот же период, достигло и еврейской общины Австрии. Многие последовали по стопам Шабтая Цви, иммигрировав в землю Израиля.

## Современный период

### Изменение отношения к евреям

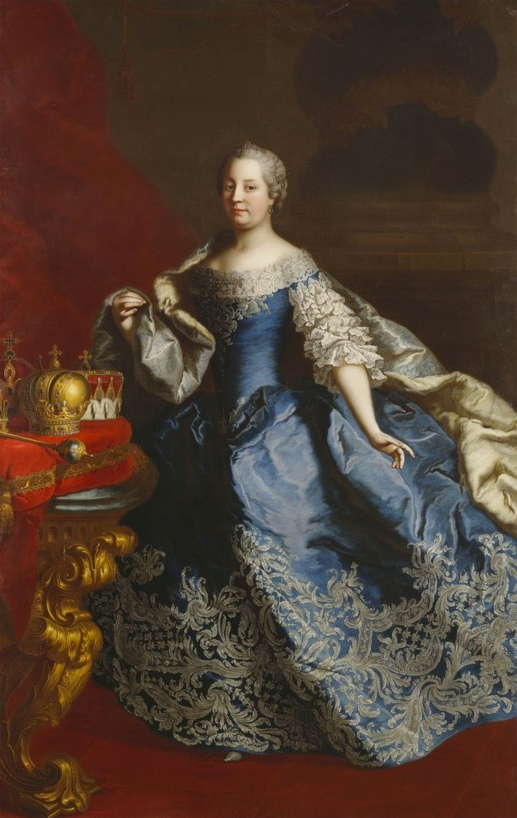
Мария Терезия Австрийская

Во время правления Марии Терезии Австрийской к евреям относились толерантно. Пиком толерантности можно считать правление Франца Иосифа I, который был очень популярен среди еврейского населения.
После раздела Речи Посполитой ( в 1772 году), Королевство Галиция и Лодомерия стало самой крупной, самой густонаселенной и самой северной провинцией Габсбургской империи. Императрица Мария Терезия издала различные законы, направленные на регулирование прав евреев, отменив еврейскую автономию. Несколько евреев работали при дворе императрицы. Императрица обязала евреев посещать общие начальные школы и, кроме того, разрешила им поступать в университеты.
После смерти Марии Терезии (в 1780 году), её сын Иосиф II начал работать над интеграцией евреев в австрийское общество (запись на службу в армию,  государственные школы для евреев).
Эдикт о терпимости 1782 года:
- отменил ограничение проживания евреев только в заранее определенных местах
- отменил ограничение для евреев определенных профессий
- евреям  было разрешено основывать фабрики, нанимать слуг-христиан и учиться в высших учебных заведениях (при условии,  посещения школы и использования только немецкого языка в официальных документах вместо иврита или идиша)
- был запрещен дополнительный налог
- был введен запрет на вступление в брак до 25 лет при непосещении школы
- было разрешено открывать еврейские школы, но запрещено создавать общественные учреждения.

После смерти  Иосифа II (в 1790 году), два года правил его брат Леопольд II, потом его сын Франциск II, продолживший интеграцию евреев в более широкое австрийское общество. В 1812 году в Вене была открыта еврейская воскресная школа. В тот же период на евреев был наложен ряд ограничений, таких как обязанность учиться в христианских школах и молиться на немецком языке.

### Процветание

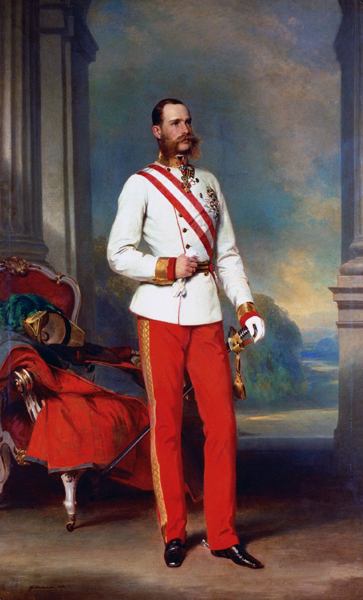
Франц Иосиф I Австрии

Между 1848 и 1938 годами для австрийских евреев наступил период процветания, начавшийся с начала правления Франца Иосифа I (в качестве императора Австро-Венгерской империи) и закончившийся после присоединения Австрии к Германии. нацистами, приведшего к Холокосту в Австрии.
Франц Иосиф I предоставил евреям равные права, заявив, что «гражданские права и политика страны не зависят от религии народа». Евреи, в знак признательности, сочиняли о нем молитвы и песни, которые печатались в еврейских молитвенниках.
В 1849 году император отменил запрет на организацию евреев внутри общины, а в 1852 году были установлены новые правила для еврейской общины.
В 1867 году евреи формально получили полное равноправие.
Австро-венгерские либералы определяли «еврейство» как религиозную идентичность и ожидали, что евреи ассимилируются, что отличалось от средневеково-европейского взгляда, согласно которому евреи считались отдельной иностранной нацией. В Венгрии это означало ассимиляцию с мадьярской идентичностью, но в остальной части империи этот процесс был более сложным, поскольку «Австрия» еще не существовала как национальная идентичность, у неё была только политическая идентичность.
Император учредил фонд для финансирования создания еврейских учреждений и, кроме того, основал в Будапеште Талмудическую школу для раввинов. В 1890-е годы несколько евреев были избраны в австрийский рейхсрат.
Во время правления Франца Иосифа и после него еврейское население Австрии внесло большой вклад в австрийскую культуру, при этом доля евреев в австрийском населении была небольшой. Евреями были известные австрийские юристы, журналисты (среди них Теодор Герцль ), писатели, драматурги, поэты, врачи, банкиры, бизнесмены и художники. Вена стала культурным еврейским центром и центром образования, культуры и сионизма. Теодор Герцль, отец сионизма, учился в Венском университете и был редактором фельетона Neue Freie Presse, очень влиятельной газеты того времени, на этом посту его сменил Феликс Зальтен.
Евреями были:

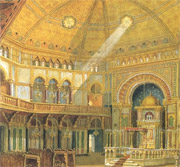
Türkischer Tempel в Леопольдштадте (живопись, открыт в 1887 году)

- известные австрийские композиторы Густав Малер, Арнольд Шёнберг [14]
- писатели Стефан Цвейг, Артур Шницлер, Карл Краус, Элиас Канетти, Йозеф Рот, Вики Баум, Петер Альтенберг[15]
- врачи Зигмунд Фрейд, Виктор Франкл, Вильгельм Штекель и Альфред. Адлер
- философы Мартин Бубер, Карл Поппер и многие другие.

Еврейский спортивный клуб «Хакоа Вена» был основан в 1909 году и преуспел в футболе, плавании и легкой атлетике .
Некоторые еврейские учёные обратились в христианство, желая ассимилироваться в австрийском обществе (Карл Краус, Отто Вейнингер).
В этот период венским мэром (три раза подряд) был избран антисемит Карл Люгер. Люгер отстранил евреев от должностей в городской администрации и запретил им работать на расположенных в Вене фабриках до своей смерти в 1910 году.
С середины XIX века началось давление на империю Габсбургов национальных меньшинств (таких как венгры, чехи и хорваты ), говорящие по-немецки  начали чувствовать себя более связанными с Германией, которая укреплялась. Еврейское же население было лояльно австрийскому императору. Австрийских евреев времен Первой мировой войны иногда описывают как имеющих «тройную идентичность»: политически австрийцев, культурно немцев и этнически евреев.
Во время Первой мировой войны главным врагом государства в течение первых двух лет войны была Россия, известная как очень опасное место для ее еврейских граждан. Около 300 000 мужчин-евреев служили в австрийской армии.
В 1910 году в австрийской части империи проживало 1 313 687 евреев, большая часть из них — в северо-восточных провинциях Галиции и Буковины.
В 1918 году в новом (гораздо меньшем) австрийском государстве проживало около 300 000 евреев в 33 различных поселениях. Большинство из них (около 200 000) проживало в Вене, которая занимала третье место по численности городского еврейского населения в Европе.

### Первая республика и австрофашизм (1918–1934/1934–1938)

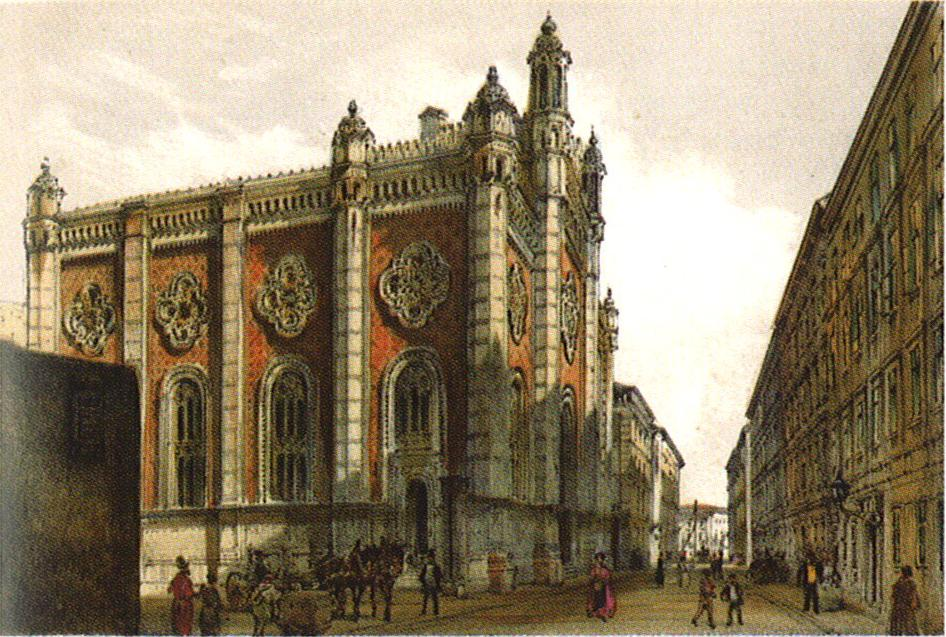
Leopoldstädter Tempel, синагога в районе Леопольдштадта, Вена.

В Австрии времён Первой республики (1919–1934)  влияние евреев было сильным. Многие из ведущих руководителей Социал-демократической партии Австрии и особенно лидеры австромарксизма были ассимилированными евреями (Виктор Адлер, Отто Бауэр, Густав Экстайн, Юлиус Дойч). Евреем был также реформатор школьной системы в Вене— Хьюго Брейтнер. Социал-демократическая партия была единственной австрийской партией, которая принимала евреев не только в свои ряды, но и на руководящие посты. Еврейские партии, основанные после 1918 года в Вене ( где около 10% населения составляли евреи), не имели шансов на влияние.  Районы с высоким уровнем еврейского населения ( Леопольдштадт в Вене, где евреи составляли около половины населения, и соседние районы Альзергрунд и Бригиттенау, где до трети населения составляли евреи) обычно имели более высокий процент избирателей Социал-демократической партии, чем в классических «рабочих» округах.

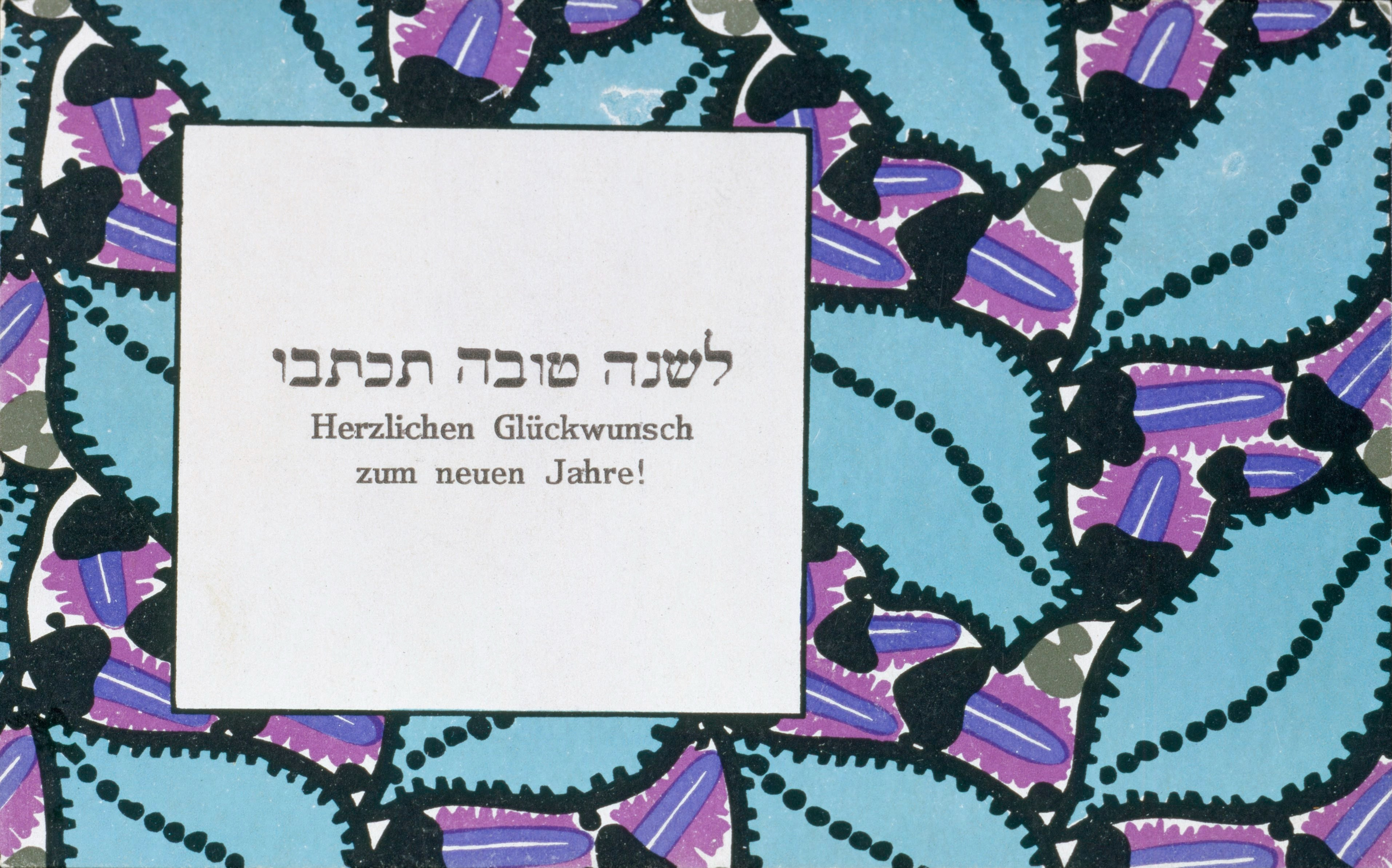
Открытка на Рош ха-Шана работы Wiener Werkstätte, 1910 год.

Первая Австрийская Республика отказала в получении гражданства евреям бывшей Габсбургской монархии в межвоенный период . Утечка мозгов из Австрии  началась с ростом антисемитизма после распада империи Габсбургов. В Венском университете с 1920-х годов участились нападения немецких студентов-националистов и национал-социалистов на одногруппников-евреев и социалистов, особенно в Институте анатомии под руководством Юлиуса Тандлера, а также в связи с отменой антисемитского студенческого постановления Гляйспаха 1930 года. В 1921 году в Вене прошел масштабный антисемитский парад. Антисемитское обвинение евреев в падении Австро-Венгрии и центральных держав во время Первой мировой войны было аналогично немецкому мифу об «ударе в спину» .
В 1920-е годы процветала еврейская культура, в бестселлеры попали произведения, написанные евреями, возродился идишский театр, который посещали как евреи, так и неевреи.
В мае 1923 года в Вене состоялся Первый Всемирный конгресс еврейских женщин (президент Михаэль Хайниш), призвавший поддержать переселение еврейских беженцев в Палестину .
Австрийскими евреями того периода были:
- известные писатели, режиссеры кино и театра   ( Макс Рейнхардт, Фриц Ланг, Ричард Освальд, Фред Циннеманн, Отто Премингер )
- актеры ( Петер Лорре, Пауль Муни )
- продюсеры (Джейкоб Флек, Оскар Пильцер, Арнольд Прессбургер )
- архитекторы и сценографы ( Артур Бергер, Гарри Хорнер, Оскар Стрнад, Эрнст Дойч-Драйден )
- комики-артисты Кабарет[англ.] ( Генрих Айзенбах, Фриц Грюнбаум, Карл Фаркас, Георг Крейслер, Герман Леопольди, Армин Берг )
- музыканты и композиторы (Фриц Крейслер, Ганс Дж. Зальтер, Эрих Вольфганг Корнгольд, Макс Штайнер, Курт Адлер).

В 1933 году многие австрийские евреи, которые годами работали и жили в Германии, вернулись в Австрию, в том числе многие из тех, кто бежал от нацистских ограничений в отношении евреев, работающих в киноиндустрии.
В 1934 году началась Гражданская война в Австрии. При новом фашистском австрийском федеральном государстве лидеры Социал-демократической партии были арестованы или были вынуждены бежать. Но, за исключением евреев-активистов Социал-демократической партии, новый режим Отечественного фронта, считавший себя проавстрийским и антинациональным социализмом, не принес ухудшения положения еврейского населения.
Согласно переписи 1934 года  в Австрии проживало 191 481 еврея, из них 176 034 — в Вене, а большая часть остальных — в Нижней Австрии (7 716), и Бургенланде (3 632),  Штирии (2195). По оценкам Мемориального музея Холокоста США, в 1933 году в Австрии проживало 250 000 евреев.
В 1936 году в ранее сильной австрийской киноиндустрии, развившей собственное движение «эмигрантского кино», были приняты немецкие ограничения, запрещающие евреям работать в киноиндустрии. Главным направлением эмиграция среди кинохудожников стал Лос-Анджелес.

### Аншлюс

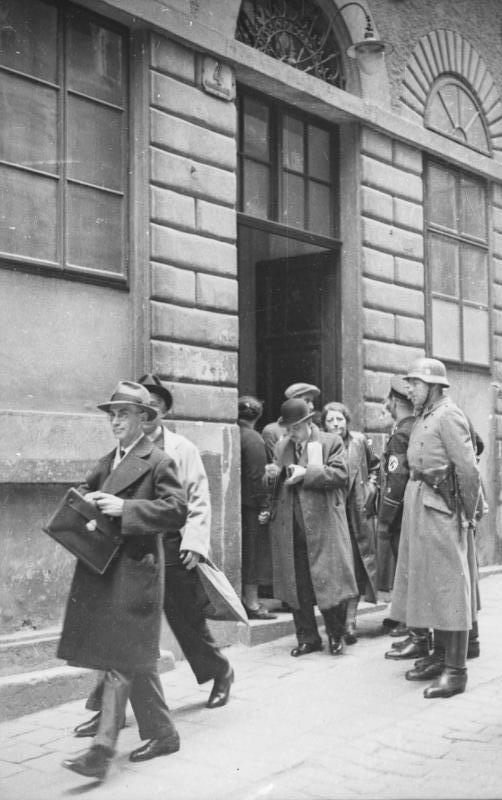
« Разция » (рейд) после аннексии Австрии в штаб-квартире Israelitische Kultusgemeinde в Вене, март 1938 г.

13 марта 1938 года Австрия была аннексирована нацистской Германией (аншлюс). Еврейское население Австрии в то время составляло 181 882 человека, из них 167 249 —проживали  в Вене. Тысячи евреев эмигрировали еще до аншлюса. Основная волна эмиграции началась после аншлюса, и продолжалась до ноября 1938 года, когда почти все австрийские синагоги (более 100, от 30 до 40 из которых были построены как специальные синагоги, 25 из них в Вене) были разрушены . Немецкие расовые Нюрнбергские законы были  применены к Австрии, так что люди, у которых один из бабушек или дедушек был евреем, считались евреями, даже если они или их родители перешли в другую веру, поэтому от 201 000 до 214 000 человек попали под действие этих антиеврейских законов.
Нацисты вошли в Австрию без какого-либо серьезного сопротивления и были одобрительно приняты многими австрийцами. Евреи были изгнаны из всей культурной, экономической и общественной жизни Австрии. Еврейские предприятия были арианизированы и либо проданы за небольшую часть их стоимости, либо полностью конфискованы. Евреи могли выполнять только различную чёрную работу.
9 ноября 1938 года, во время Хрустальной ночи в Германии и Австрии, синагоги по всей Австрии были разграблены и сожжены Гитлерюгендом и СА. Еврейские магазины подверглись вандализму и разграблению, а некоторые еврейские дома были разрушены. В Вене были разрушены все синагоги, кроме одной. Той ночью в Австрии были убиты по меньшей мере 27 евреев, а многие другие избиты.

### Холокост в Австрии
После аншлюса все евреи были фактически вынуждены эмигрировать из Австрии, но этот процесс был чрезвычайно затруднен. Эмиграционный центр находился в Вене, и от выезжающих требовалось иметь при себе многочисленные документы из разных ведомств. За вопросы эмиграции отвечало Центральное управление еврейской эмиграции под руководством Адольфа Эйхмана. Уезжающим было запрещено брать наличные деньги, акции или ценные предметы, такие как ювелирные изделия или золото, а большинство предметов антиквариата или произведений искусства были объявлены «важными для государства» и не могли быть вывезены, а часто просто конфисковывались. Чтобы покинуть страну, нужно было заплатить «налог» при выезде, который составлял большой процент от всего имущества. Выезд был возможен только при наличии визы для въезда в другую страну, которую было трудно получить, особенно для бедных и пожилых людей, поэтому даже богатым иногда приходилось оставлять своих родителей или бабушек и дедушек. К лету 1939 года страну покинуло 110 000 евреев. Последние евреи легально уехали в 1941 году. Почти все евреи, оставшиеся после этого времени, были убиты во время Холокоста.

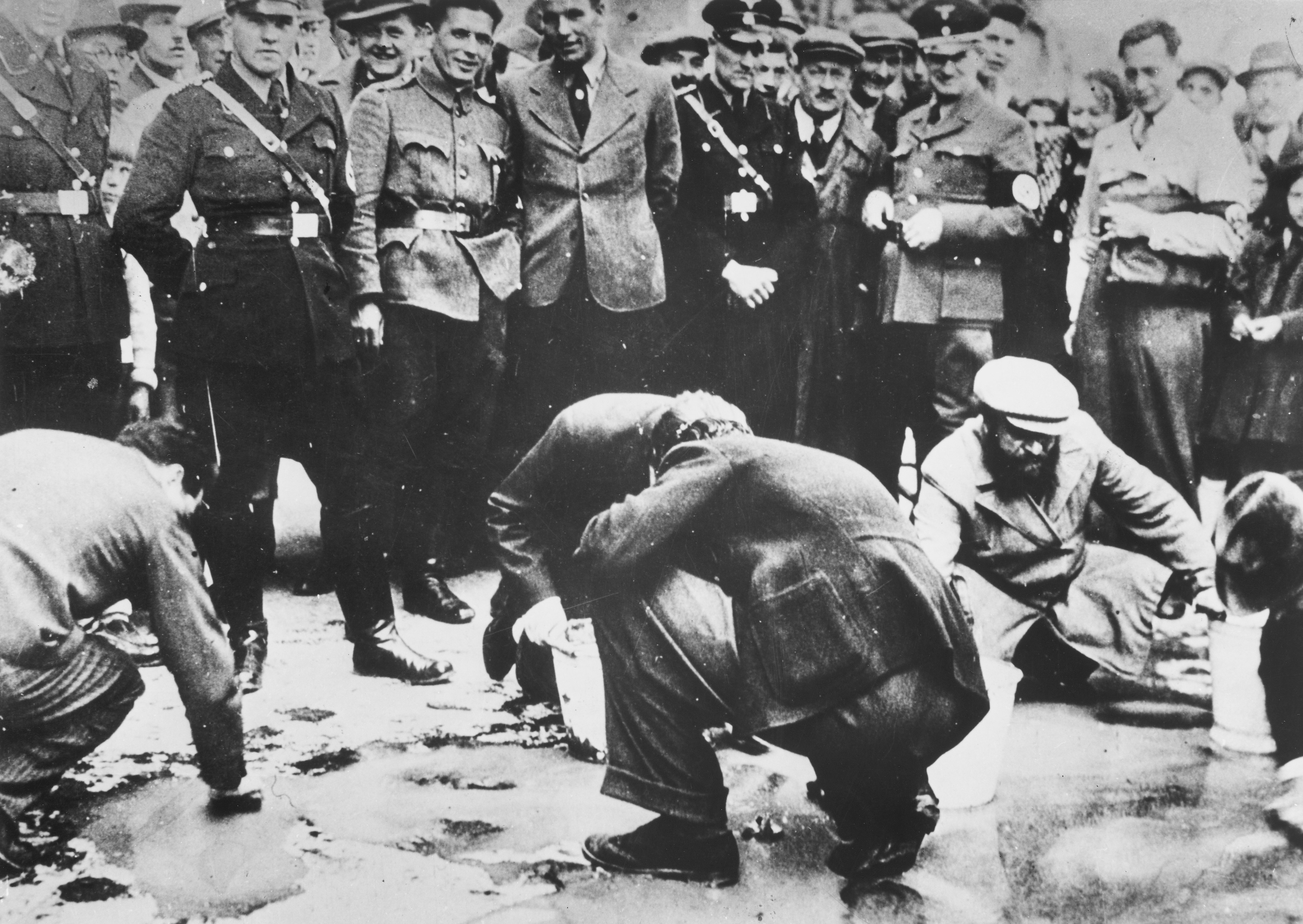
Сразу после аншлюса нацисты заставили австрийских евреев убрать с тротуаров лозунги в поддержку независимости Австрии.

Некоторые иностранные чиновники, стараясь помочь евреям, выдали гораздо больше виз, чем им было официально разрешено, рискуя своей жизнью и карьерой, (китайский консул в Австрии Хо Фэн-Шань). Так, австрийские режиссеры Якоб и Луиза Флек получили одни из последних виз в Китай в 1940 году и затем снимали фильмы с китайскими режиссерами в Шанхае . Действия Хо были признаны посмертно, когда в 2001 году израильская организация Яд Вашем присвоила ему звание Праведника народов мира.

#### Гертруда Вайсмюллер
В декабре 1938 года голландская представительница комитета помощи евреям Гертруида Вейсмюллер-Мейер отправилась в Вену по просьбе британского еврея, профессора Нормана Бентвича, который от имени британского правительства обратился за помощью в выполнении квоты на 10 000 временных еврейских детей-беженцев из нацистской Германии и нацистской Австрии. Вайсмюллер поехала в Вену, но была арестована за критику кампании Винтерхильфе, но сумела отговориться и на следующий день направилась прямо в тогдашний офис Адольфа Эйхмана, тогда относительно неизвестного руководителя Центрального центра еврейской эмиграции. Он разрешил ей забрать 600 еврейских детей, если ей удастся вывезти их в течение одной недели. Она справилась, после чего  продолжила организовывать перевозки еврейских детей из Германии и Австрии.
1 сентября 1939 года, с началом Второй мировой войны, европейские границы были закрыты. Последний транспорт детей, ныне известный под названием «Киндертранспорт», состоялся 14 мая 1940 года, через три дня после вторжения нацистов в Нидерланды, он был осуществлён на последнем корабле, вышедшем из голландских вод. Гертруда решила остаться в Голландии, хотя у неё была возможность присоединиться к группе детей. Все дети, которых она спасла, пережили войну. Яд Вашем удостоил Гертруду Вайсмюллер звания «Праведник народов мира». В начале 2020 года в ее родном городе Алкмаре в ее честь была установлена статуя.

### Уничтожение
Летом 1939 года правительство закрыло сотни фабрик и еврейских магазинов. Общее число евреев, которым удалось покинуть Австрию, составляло около 28 тысяч. Нацисты начали уничтожение еврейского населения:
- 1939 год —наиболее знатные деятели еврейской общины ( около 6000 человек) были отправлены в концентрационные лагеря Дахау и Бухенвальд. Главным концентрационным лагерем Австрии был концентрационный лагерь Маутхаузен, который располагался рядом с городом Линц. Многие другие евреи были отправлены в  Theresienstadt Ghetto[англ.] и Лодзинское гетто в Польше, а оттуда перевезены в концентрационный лагерь Освенцим.
- октябрь 1941 года— евреям запретили выезд за пределы Австрии.  Некоторые венские евреи были отправлены в транзитный лагерь Ниско в оккупированной нацистами Польше. В конце зимы 1941 года ещё 4500 евреев были отправлены из Вены в различные концентрационные лагеря и лагеря смерти в оккупированной нацистами Польше (в основном в Избицу Куявску и в гетто в районе Люблина).
- В июне 1942 года транспорт с 1000 евреями направился из Вены в лагерь смерти Собибор. Осенью 1942 года нацисты отправили австрийских евреев в гетто в оккупированных ими городах Советского Союза: Ригу, Каунас, Вильнюс и Минск. Эти евреи были убиты литовскими, латвийскими и белорусскими коллаборационистами под наблюдением немецких солдат (расстреляны в лесах и захоронены в братских могилах).

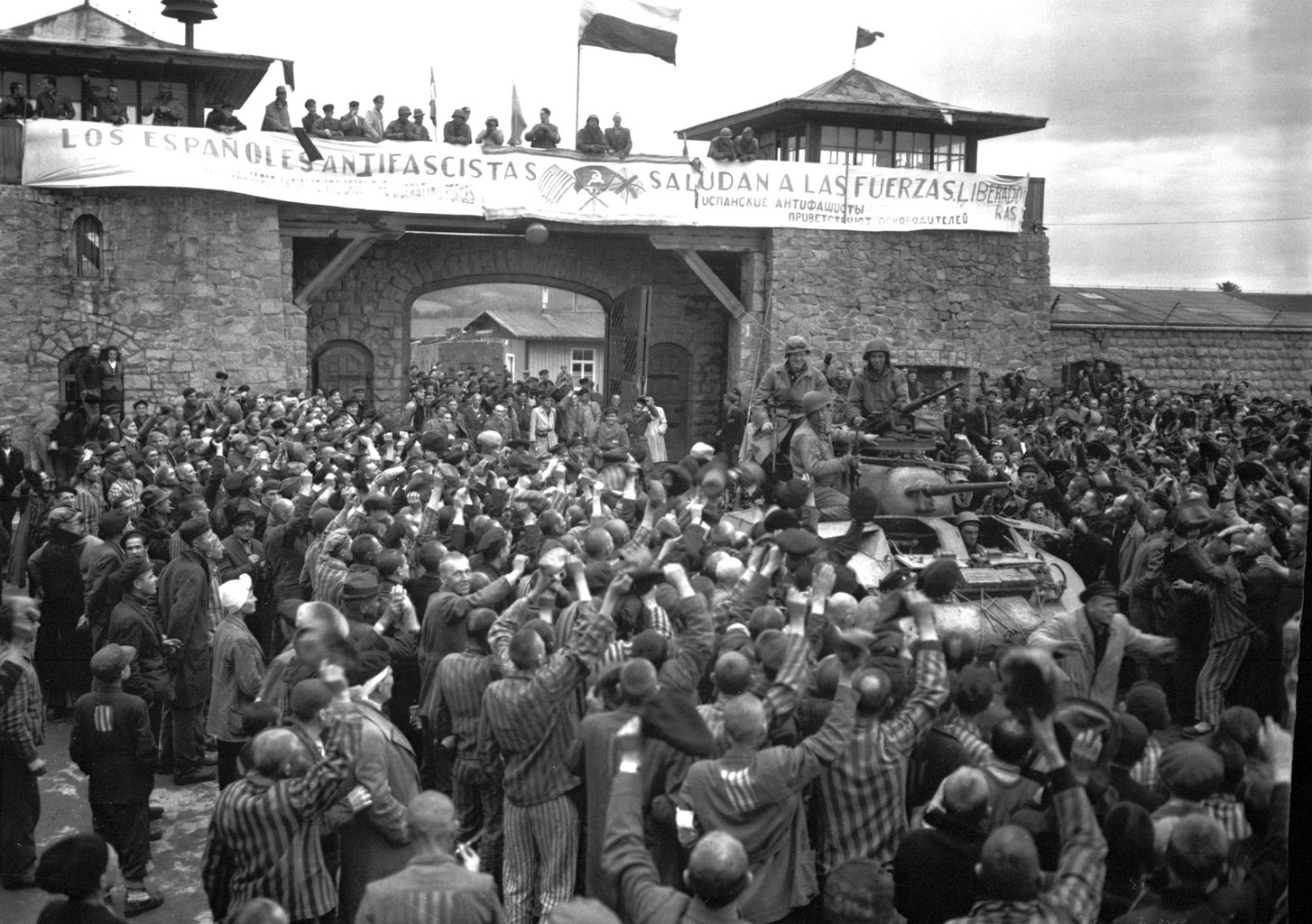
Освобождение концентрационного лагеря Маутхаузен американскими войсками.

- октябрь 1942 года —в Австрии осталось всего около 2000–5000 евреев[28].
- 1942—1944 годы—1900 евреев были высланы из Австрии, а остальные остались в бегах.

Общее число австрийских евреев, убитых во время Холокоста, составляет около 65 500 человек, 62 000 из них известны по именам . Остальная часть еврейского населения Австрии, за исключением 5000 человек, которым удалось выжить в Австрии, эмигрировала ( около 135 000 человек).

### После Второй мировой войны
После Холокоста евреи по всей Европе, которым удалось выжить, были сконцентрированы в лагерях союзников для перемещенных лиц в Австрии. Пережившие Холокост, которым некуда было вернуться после войны, остались в лагерях для перемещенных лиц, и им помогали группы добровольцев, приехавших из Палестины.
До 1955 года в Австрии проживало от 250 000 до 300 000 перемещенных лиц. Около 3000 из них остались в Австрии и образовали новую еврейскую общину.
В октябре 2000 года в Вене был построен Мемориал Холокоста на Юденплац.
Один из известных узников концлагеря Маутхаузен, Симон Визенталь, после освобождения, вместе с армией США, работал над розыском нацистских военных преступников.
Во время Венгерской революции 1956 года около 200 000 венгров бежали через Австрию на запад, среди них было 17 000 евреев.  Один из самых известных из них — политолог и публицист Пал Лендвай.
В книге Unser Wien (Наша Вена) Стефана Темпла и Тины Вальцер подробно описано имущество, конфискованном при нацистах в Вене у австрийских евреев (так Самуэль Шаллингер,  совладелец отелей «Империал» и «Бристоль», лишился своей собственности ) и имена тех, кто присвоил еврейское имущество .

## Современная ситуация

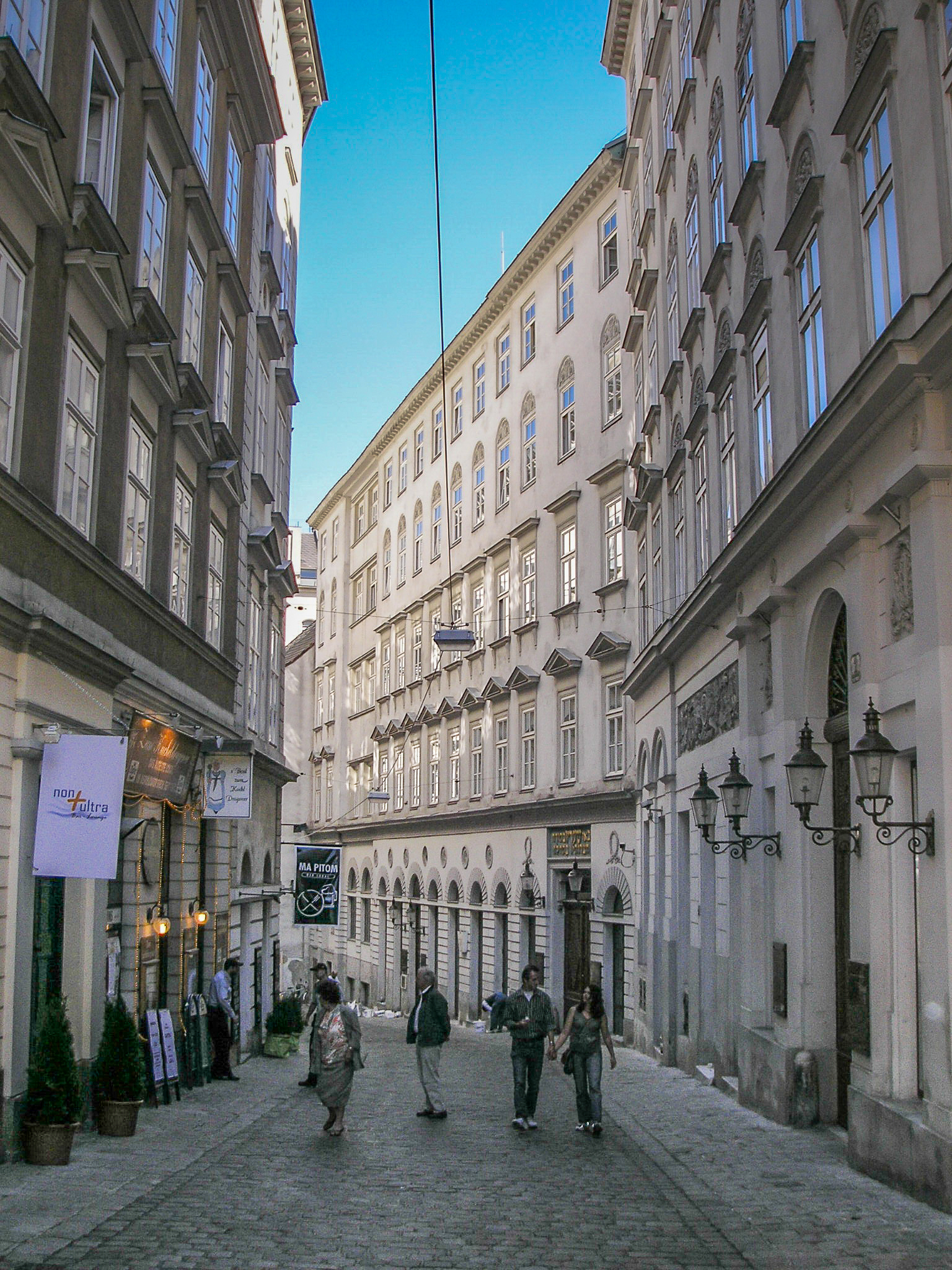
Штадттемпель в Вене — главное здание еврейской общины, в котором находится центральная синагога.

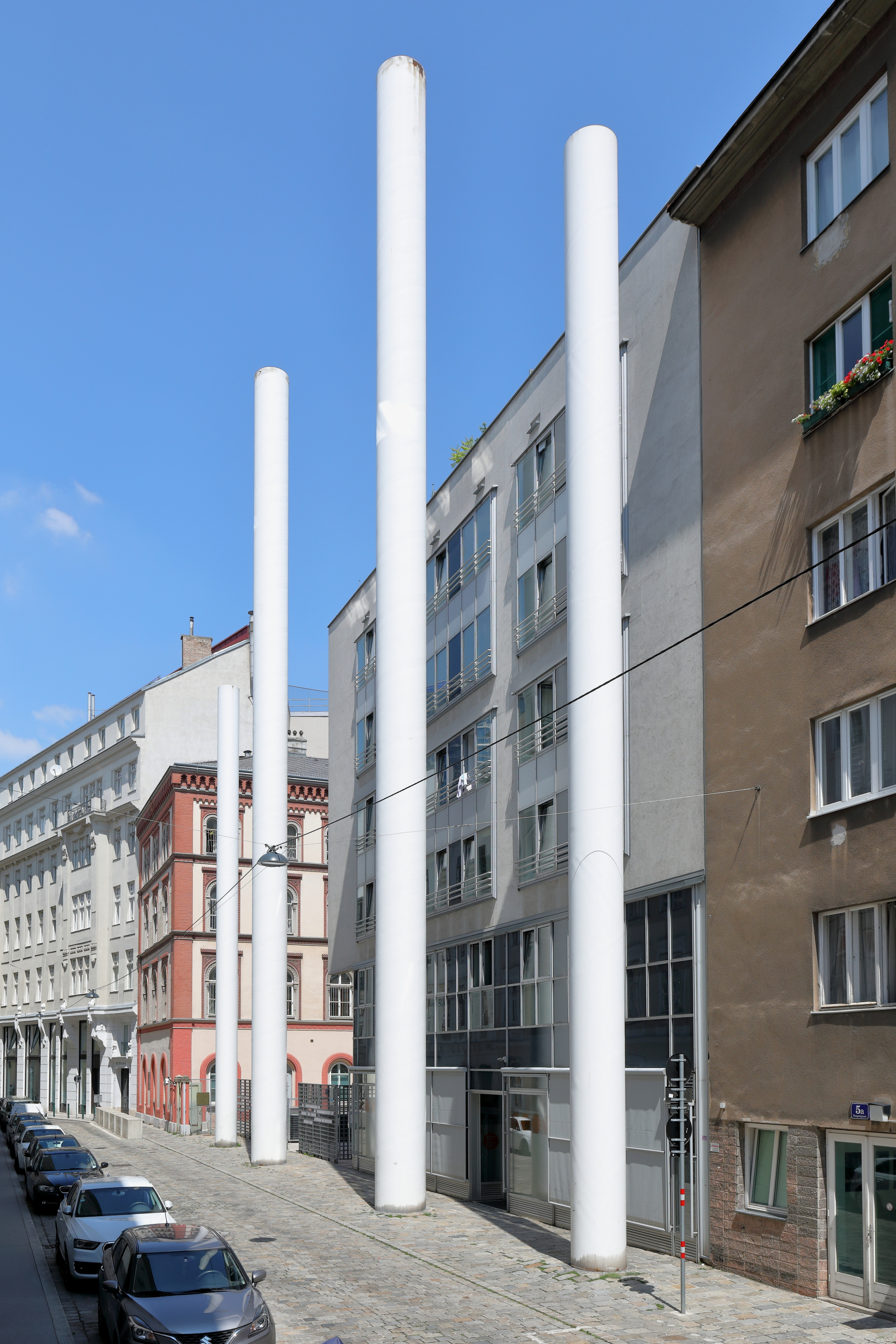
Памятник на месте разрушенного Леопольдштедтера Темпеля, показывающий прежние размеры этой синагоги.

После Холокоста еврейская община в Австрии восстановилась, хотя стала намного меньше. В 1950-х годах община пополнилась иммигрантами из Советского Союза (русскоязычные  евреи). После падения железного занавеса возобновился приток евреев из бывшего Советского Союза. Нынешнее еврейское население Австрии достигает 12 000–15 000 человек, большинство из них проживают в Вене, Граце и Зальцбурге. Около 800 человек — пережившие Холокост, жившие в Австрии до 1938 года, и около 1500 — иммигранты из стран, когда-то входивших в Советский Союз.
В июле 1991 года австрийское правительство признало свою вину в преступлениях Третьего рейха во время Второй мировой войны. В 1993 году австрийское правительство реконструировало еврейскую синагогу в Инсбруке, разрушенную во время Хрустальной ночи, а в 1994 году реконструировали  и открыли еврейскую библиотеку в Вене.
Неонацизм и антисемитизм не исчезли полностью из общественной жизни Австрии. В 1990-е годы  некоторые австрийские общественные деятели время от времени проявляли симпатию к нацизму.
Курт Вальдхайм был президентом Австрии в 1986—1992 годах (во время Второй мировой войны  служил офицером Вермахта). Он считался персоной нон грата во многих странах. С 1989 по 1991 и 1999–2008 годы губернатором Каринтии был Йорг Хайдер, который неоднократно выступал с антисемитскими заявлениями и часто обвинялся в симпатиях к нацистам.
Правительству Австрии был предъявлен иск за участие Австрии в Холокосте с требованием выплатить компенсацию выжившим евреям. Под давлением США, в 1998 году, австрийское правительство приняло Закон о реституции произведений искусства (был рассмотрен вопрос об искусстве, украденном нацистами) . В случае с Портретом Адели Блох-Бауэр I  правительство не желало выплачивать компенсацию жертвам. В ноябре 2005 года австрийское правительство разослало письма с просьбой о компенсации 19 300 австрийцам, пережившим Холокост и всё ещё живущим. Общая сумма, выплаченная Австрией в качестве компенсации, составила более 2 миллионов долларов США. Деньги были выплачены отдельным лицам, пережившим Холокост, владельцам пострадавших предприятий, а также за украденные банковские счета и т. д. Кроме того, австрийское правительство также перечислило 40 миллионов долларов США в Еврейский фонд Австрии.
Сегодня наибольшее еврейское присутствие в Австрии наблюдается в Вене, где есть синагоги, еврейский дом престарелых, Еврейский музей (основан в 1993 году) и другие общественные учреждения. В Австрии присутствуют различные конфессии иудаизма: от харедим до реформистов. Движение Хабад, управляет детскими садами, школами, общественным центром и даже университетом. Действуют также отделения молодежных движений «Бней Акива» и «Ха-Шомер Ха-Цаир» . Сегодня самое многочисленное меньшинство в еврейской общине Вены — это иммигранты из Грузии, за которыми следуют выходцы из Бухары, у них отдельные синагоги и большой общинный центр под названием «Испанский центр».
В первые послевоенные годы некоторые выжившие евреи стали весьма видными деятелями австрийского общества:
- Бруно Крайский занимал пост канцлера Австрии с 1970 по 1983 год[32]
- Евреями были художник и архитектор Фриденсрайх Хундертвассер
- еврейские политики: Элизабет Питтерман, член парламента Австрии от Социал-демократической партии Австрии, и Петер Сихровски, бывший член Партии свободы Австрии и представитель в Европейском парламенте.

Скрытый антисемитизм является проблемой в ряде сельских районов страны. На курорте Серфаус,  в 2010 году, людям, которых посчитали евреями, было запрещено бронировать номера в отелях по расовым мотивам. Несколько отелей и апартаментов в городе подтвердили, что евреям запрещено находиться на их территории. Те, кто бронирует номера, подвергаются расовой дискриминации, и в номерах отказывают тем, кто идентифицируется как возможный ортодоксальный еврей.
Нападения на евреев характеризуются официальными лицами как связанные с радикальным исламистским антисемитизмом .
1 сентября 2020 года  в Австрии вступили в силу поправки в закон о гражданстве, которые позволили прямым потомкам жертв национал-социализма восстановить австрийское гражданство. Ранее восстановить австрийское гражданство могли только жертвы и их дети. Эта поправка вступила в силу , и к началу 2021 года около 950 заявок уже были одобрены.

## Известные люди
- Игнац Брюлль, композитор и пианист[38]
- Симон Дейч, революционер[39]
- Карл Джерасси, химик
- Эйслер Ханс, композитор[40][41]
- Роберт Файн, олимпийский чемпион[42]
- Виктор Франкл, психиатр, писатель, создатель логотерапии[43]
- Зигмунд Фрейд, невролог, психолог, создатель психоанализа[44]
- Fritz Grünbaum, артист кабаре[45]
- Хас Ханс, тяжелоатлет, олимпийский чемпион
- Эльфрида Елинек, романистка, лауреатка Нобелевской премии[46]
- Франц Кафка, писатель[47]
- Эрик Кандел, психиатр, лауреат Нобелевской премии[48]
- Элен Сингер Каплан, секс-терапевт [49]
- Мелани Кляйн, психоаналитик[50]
- Карл Коллер, офтальмолог[51]
- Эрих Конгольд, композитор[52]
- Фриц Крейслер, виолончелист и композитор[53]
- Густав Малер, композитор[54]
- Людвиг фон Мизес, экономист[55]
- Реджи Налдер, актёр[56]
- Пауль Нойман, пловец, олимпийский чемпион[57]
- Отто Нейрат, философ[58]
- Эллен Мюллер-Прайс, фехтовальщица, олимпийская чемпионка
- Йозеф Рот, журналист[59]
- Harry Schein, актёр[60]
- Джозеф Шильдкраут, актёр[61]
- Артур Шницлер, писатель[62]
- Людвиг Витгенштейн, философ[63]

## Смотрите также
- Австрийско-израильские отношения
- История евреев в Германии
- История евреев в Швейцарии